# Yungipicus temminckii
El pico de Célebes (Yungipicus temminckii) es una especie de ave piciforme de la familia Picidae endémica de Indonesia.  

## Distribución y hábitat
Se encuentra únicamente en las selvas tropicales de las islas de Célebes y Buton, además de algunas islas menores aledañas